# Carsten Rump
Carsten Rump (* 21. März 1981 in Dessau, DDR) ist ein ehemaliger deutscher Fußballspieler und heutiger Fußballtrainer.

## Spielerkarriere
In seiner Jugend spielte Rump bei Vorwärts Dessau und in Ostwestfalen beim SC Herford. 1997 wechselte er als B-Jugendlicher zu Arminia Bielefeld. Nach mehreren Jahren in verschiedenen Jugendmannschaften und der Amateurmannschaft erhielt Rump einen Profivertrag und absolvierte 2002 auch ein Spiel in der 2. Bundesliga. Nach drei weiteren Jahren bei der Arminia, in denen er unter anderem 2004 mit der Amateurmannschaft den Aufstieg in die Regionalliga Nord schaffte, wechselte Rump 2005 zum Ligarivalen VfB Lübeck und wurde dort auf Anhieb zum Stammspieler und Leistungsträger.
Zur Saison 2008/09 wechselte Rump zurück zur zweiten Mannschaft von Arminia Bielefeld, die in der fünftklassigen NRW-Liga spielte. Durch viele Ausfälle in der ersten Mannschaft der Arminia rückte er Ende 2010 wieder in den Profikader auf und bestritt ein Spiel, bevor er am Saisonende 2010/11 sein Engagement dort wieder beendete. Nach der Saison 2014/15 beendete er seine Karriere.

## Trainerkarriere

### Arminia Bielefeld
Zur Saison 2012/13 wurde Rump bei der zweiten Mannschaft von Arminia Bielefeld spielender Co-Trainer des neuen Cheftrainers Daniel Scherning. Nach seinem Karriereende als Spieler wurde er zur Saison 2015/16 Cheftrainer der A-Junioren (U19), die in der zweitklassigen A-Junioren-Westfalenliga spielten. Als Meister schaffte man den Aufstieg in die A-Junioren-Bundesliga West.
Zur Saison 2016/17 wurde Rump parallel bei der Profimannschaft Co-Trainer von Rüdiger Rehm. Im Oktober 2016 trennte sich der Verein wieder von Rehm, der die Zweitligamannschaft erst zu Saisonbeginn übernommen hatte. Nach dem 10. Spieltag stand man mit 5 Punkten auf dem letzten Tabellenplatz. Rump übernahm die Mannschaft daraufhin interimsweise. Er verantwortete drei Pflichtspiele, wobei er Arminia Bielefeld gegen Dynamo Dresden in das Achtelfinale des DFB-Pokals führte und in der Liga mit dem ersten Saisonsieg drei Punkte holte. Anschließend wurde Jürgen Kramny als neuer Cheftrainer verpflichtet. Rump blieb fortan Co-Trainer der Profis, sein Nachfolger als U19-Trainer wurde derweil Uwe Grauer. Auch unter Kramny konnte Arminia Bielfeld die Abstiegsregion nicht verlassen, sodass sich der Verein auch von diesem Mitte März 2017 wieder trennte. Rump sprang beim Tabellenletzten für ein Spiel erneut als Interimstrainer ein und holte in seinem insgesamt dritten Zweitligaspiel seinen zweiten Sieg. Anschließend rückte er unter Jeff Saibene wieder auf die Co-Trainer-Position. Rump wurde deutschlandweit bekannt, als er vor dem Heimspiel gegen den Aufstiegskandidaten Eintracht Braunschweig am vorletzten Spieltag die Mannschaft in der Kabinenansprache derart motivieren konnte, dass sie den Gegner mit 6:0 schlug. Arminia Bielefeld schloss die Spielzeit schließlich auf dem 15. Platz ab und erreichte somit den Klassenerhalt. Der Vorsprung auf einen direkten Abstiegsplatz betrug 3 Punkte und auf den Relegationsplatz einen Punkt. Von den 37 Punkten hatte Rump 6 Punkte als Interimstrainer geholt.
Die Saison 2017/18 schloss die Mannschaft auf dem 4. Platz ab, hatte jedoch 8 Punkte Rückstand auf den Relegationsplatz. Anfang Dezember 2018 wurde Rump gemeinsam mit Saibene freigestellt, als sich die Mannschaft nach dem 16. Spieltag der Saison 2018/19 und einer Serie von 10 Spielen ohne Sieg wieder im Abstiegskamp befand.

### FC Ingolstadt 04
Zur Saison 2019/20 wurde Saibene Cheftrainer des Drittligisten FC Ingolstadt 04. Gleichzeitig wurde Rump als sein Co-Trainer verpflichtet. Anfang März 2020 trennte sich der Verein jedoch wieder von Saibene  und Rump. Die Mannschaft hatte die letzten fünf Saisonspiele nicht gewonnen und stand nicht mehr auf einem direkten Aufstiegsplatz.

### SV Rödinghausen
Im Juni 2020 begann Rump den Lehrgang zum Fußballlehrer, den er im Mai 2021 erfolgreich abschloss. Daraufhin übernahm er Ende August 2021 den SV Rödinghausen als Nachfolger von Nils Drube. Dieser stand zu diesem Zeitpunkt auf dem vorletzten Platz der viertklassigen Regionalliga West. Unter Rump schloss die Mannschaft die Saison 2021/22 auf dem 6. Platz ab. Zudem gewann der SV Rödinghausen den Westfalenpokal, womit man sich für den DFB-Pokal qualifizierte. Dort scheiterte die Mannschaft in der 1. Runde am Erstligisten TSG 1899 Hoffenheim. Die Saison 2022/23 schlossen die Rödinghausener auf dem 4. Platz ab. Mitte Oktober 2023 trennte sich der Verein von Rump, als man nach dem 11. Spieltag der Saison 2023/24 mit 12 Punkten auf dem 12. Platz stand.

### 1. FC Kaiserslautern
Ende April 2025 wurde Rump beim Zweitligisten 1. FC Kaiserslautern Co-Trainer des ebenfalls neuen Cheftrainers Torsten Lieberknecht.

## Erfolge
als Spieler
- Aufstieg in die drittklassige Regionalliga Nord: 2004 (Arminia Bielefeld Amateure)
- Aufstieg in die viertklassige Regionalliga West: 2010 (Arminia Bielefeld II)
- Meister der Oberliga Westfalen (2): 2004, 2014 (beide Arminia Bielefeld Amateure/II)
- Schleswig-holsteinischer Pokalsieger: 2006 (VfB Lübeck)

als Trainer
- Westfalenpokalsieger: 2022 (SV Rödinghausen)
- Meister der A-Junioren-Westfalenliga und Aufstieg in die A-Junioren-Bundesliga West: 2016 (Arminia Bielefeld)

## Leben
Parallel zu seiner Fußballkarriere absolvierte Rump eine Berufsausbildung zum Sport- und Fitnesskaufmann bei Arminia Bielefeld. Er arbeitete als Buchhalter in der Geschäftsstelle des DSC. Neben seiner Trainertätigkeit war Rump bis Sommer 2016 Leiter für den Bereich Sponsoring und Werbung in der Fußballschule von Arminia Bielefeld.